# La camera oscura
La camera oscura (Darkroom) è una serie televisiva horror statunitense in 16 episodi del 1981.

## Trama
È una serie televisiva del genere horror di tipo antologico, ogni episodio racconta una storia diversa con un cast unico. Tutti gli episodi sono brevemente presentati dall'attore James Coburn che introduce alla storia all'interno di una camera oscura interpretando sé stesso. Tra gli attori: Billy Crystal, David Carradine e Helen Hunt.

## Episodi
| Stagione       | Episodi | Prima TV originale |
| -------------- | ------- | ------------------ |
| Prima stagione | 16      | 1981-1982          |